# 키르기스스탄 프리미어리그
키르기스스탄 프리미어리그(키르기스어: Кыргызстан футбол чемпиондугу)는 키르기스스탄의 최상위 축구 리그로 현재 10팀이 참가하고 있으며 2019 시즌을 앞두고 키르기스스탄 프리미어리그라는 이름을 사용하기 시작했다.

## 2019 시즌 클럽팀
- FC 도르도이 비슈케크
- 압디쉬아타 칸트
- 아카데미자 오시
- 알라이 오시
- 알가 비슈케크
- 일비르스 비슈케크
- FK 카라발타
- FC 네프치 코치코르아타

## 역대 우승팀
- 독립 이후의 기록

| - 1992: 알가 비슈케크 - 1993: 알가 비슈케크 - 1994: 칸트오일 칸트 - 1995: 칸트오일 칸트 - 1996: 메탈루르그 카담자이 - 1997: 디나모 비슈케크 - 1998: 디나모 비슈케크 - 1999: 디나모 비슈케크 - 2000: SKA-PVO 비슈케크 - 2001: SKA-PVO 비슈케크 | - 2002: SKA-PVO 비슈케크 - 2003: 자슈티크아크알틴 카라수 - 2004: 도르도이-디나모 나린 - 2005: 도르도이-디나모 나린 - 2006: 도르도이-디나모 나린 - 2007: 도르도이-디나모 나린 - 2008: 도르도이-디나모 나린 - 2009: 도르도이-디나모 나린 - 2010: FC 네프치 코치코르아타 | - 2011: FC 도르도이 비슈케크 - 2012: FC 도르도이 비슈케크 - 2013: 알라이 오시 - 2014: FC 도르도이 비슈케크 - 2015: 알라이 오시 - 2016: 알라이 오시 - 2017: 알라이 오시 - 2018: FC 도르도이 비슈케크 - 2019: FC 도르도이 비슈케크 - 2020: FC 도르도이 비슈케크 - 2021: FC 도르도이 비슈케크 |